# Bomarea caudatisepala
Bomarea caudatisepala là một loài thực vật có hoa trong họ Alstroemeriaceae. Loài này được Gereau miêu tả khoa học đầu tiên năm 1989.